# У полях Фландрії

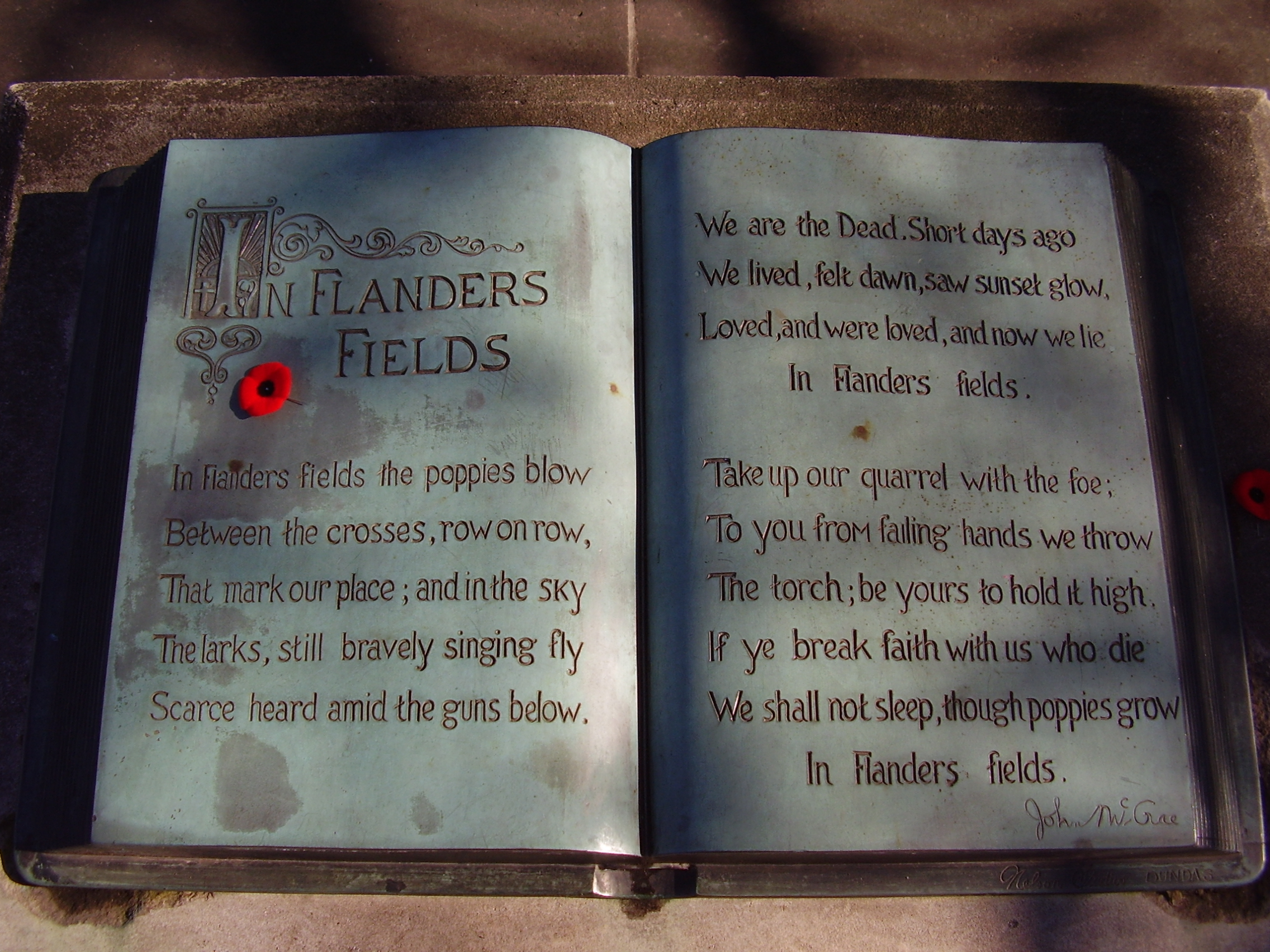
Текст вірша на бронзових сторінках у меморіалі Джона Мак-Крея на його батьківщині.

«У поля́х Фла́ндрії» (англ. In Flanders Fields) — вірш у формі рондо, написаний під час Першої світової війни канадським лікарем, підполковником Джоном Мак-Креєм. Натхнення написати цей вірш прийшло до нього 3 травня 1915 року, після того, як він був розпорядником на похоронах свого друга Алекса Гелмера, забитого під час другої битви при Іпрі. Згідно з легендою, товариші по зброї відновили вірш після того, як Мак-Крей, незадоволений своєю роботою, викинув її. Вперше вірш було опубліковано 8 грудня 1915 року у лондонському журналі Панч.
«У полях Фландрії» — один з найпопулярніших та найцитованіших віршів про війну. Через цю популярність уривки з вірша використовувалися з пропагандистською метою у закликах до призову на військову службу та при зборі коштів від продажу військових облігацій. Згадані у вірші червоні маки, що росли на могилах загиблих, стали маками пам'яті — одним з найупізнаванніших символів пам'яті жертв озброєних конфліктів. Вірш та квітка маку стали відомими символами Дня пам'яті у всій Співдружності націй, зокрема, у Канаді, де «У полях Фландрії» є одним з найвідоміших літературних творів країни. Цей вірш також широко відомий у США, де він пов'язаний із Днем пам'яті.

## Історичне тло

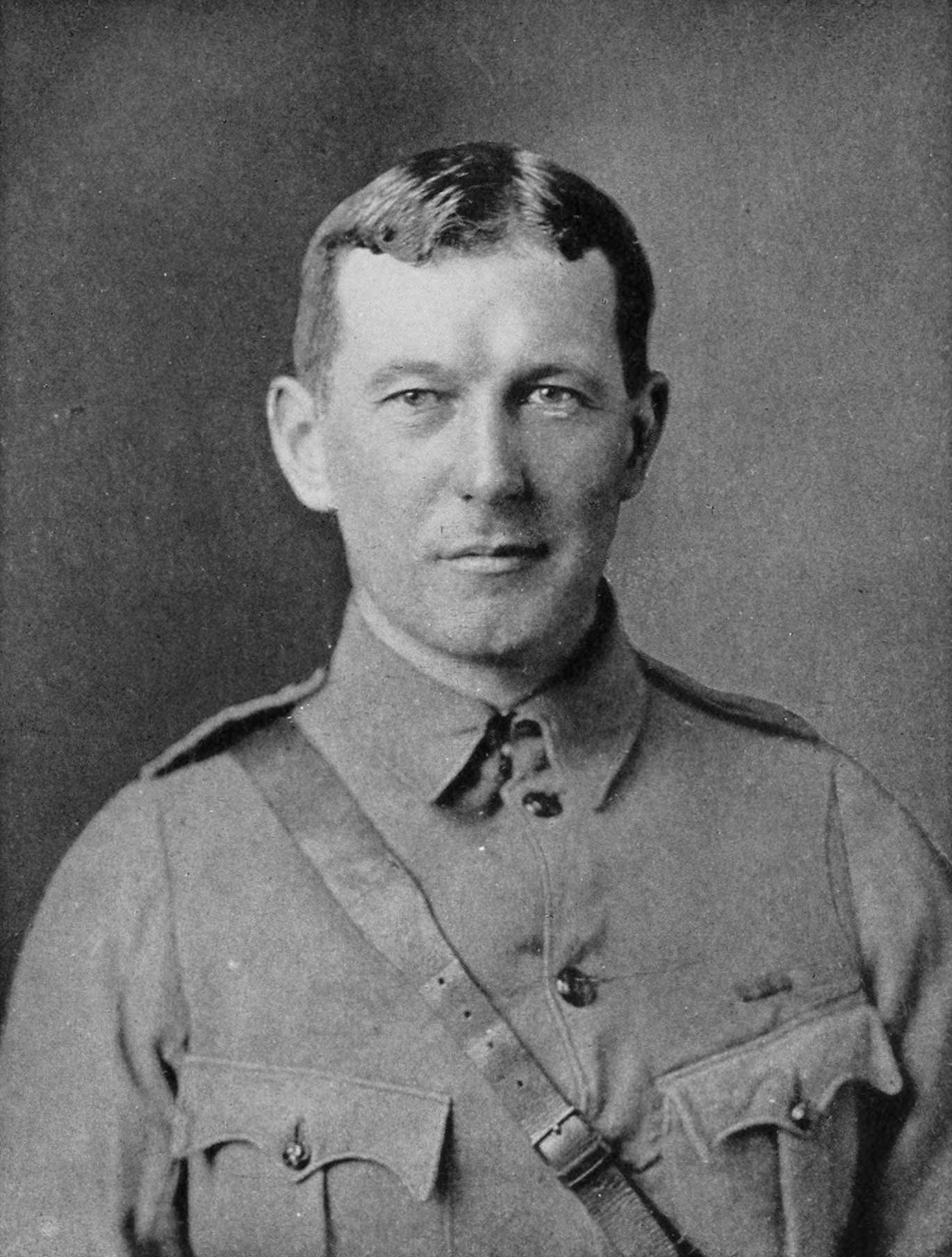
Підполковник Джон Мак-Крей — військовий, лікар та поет

Джон Мак-Крей був поетом і лікарем з міста Гвелф, Онтаріо. Він цікавився поезією з юності і писав все своє життя. Його ранні роботи публікувалися в середині 1890-их в канадських журналах та газетах. Поезія Мак-Крея часто зверталася до смерті та спокою, що настане після неї.
У віці 41 року Мак-Крей був зарахований до Канадських експедиційних сил, створених з початком Першої світової війни. З огляду на свій вік та професійну підготовку, він міг записатися до медичного підрозділу, але він добровільно записався до бойової частини як артилерист та медик. Це було його друге перебування у канадській армії. Раніше Мак-Крей воював у складі добровольчих сил під час другої англо-бурської війни. Він вважав себе в першу чергу солдатом. Його батько був військовим командиром у Гвелфі і Джон ріс з упевненістю у своєму обов'язкові воювати за свою країну та Британську імперію.
Мак-Крей брав участь у другій Іпрській битві у Фландрії (місцевість Бельгії), де німецька армія здійснила одну з перших хімічних атак в історії воєн. Вони атакували канадські позиції хлором 22 квітня 1915 року, але не змогли прорвати канадську оборону, яка трималася більше двох тижнів. У листі до матері Мак-Крей описував битву як «кошмар»:

| Сімнадцять днів і сімнадцять ночей ніхто з нас не скидав свого одягу, навіть взуття, хіба що зрідка. За весь цей час, поки я не спав, канонада та стрілянина не вмовкала й на шістдесят секунд… І все це відбувалося тлом, а перед очима безперестанку мертві, поранені, скалічені та жахлива тривога про прорив лінії оборони. Оригінальний текст (англ.) For seventeen days and seventeen nights none of us have had our clothes off, nor our boots even, except occasionally. In all that time while I was awake, gunfire and rifle fire never ceased for sixty seconds.... And behind it all was the constant background of the sights of the dead, the wounded, the maimed, and a terrible anxiety lest the line should give way. |
Алекс Гелмер, близький друг Мак-Крея, загинув у цій битві 2 травня. Мак-Крей був розпорядником на похоронах, під час яких він помітив, як швидко ростуть маки навколо могил загиблих під Іпром. Наступного дня, сидячи в задній частині санітарної машини, він і написав вірш «У полях Фландрії».

## Текст вірша

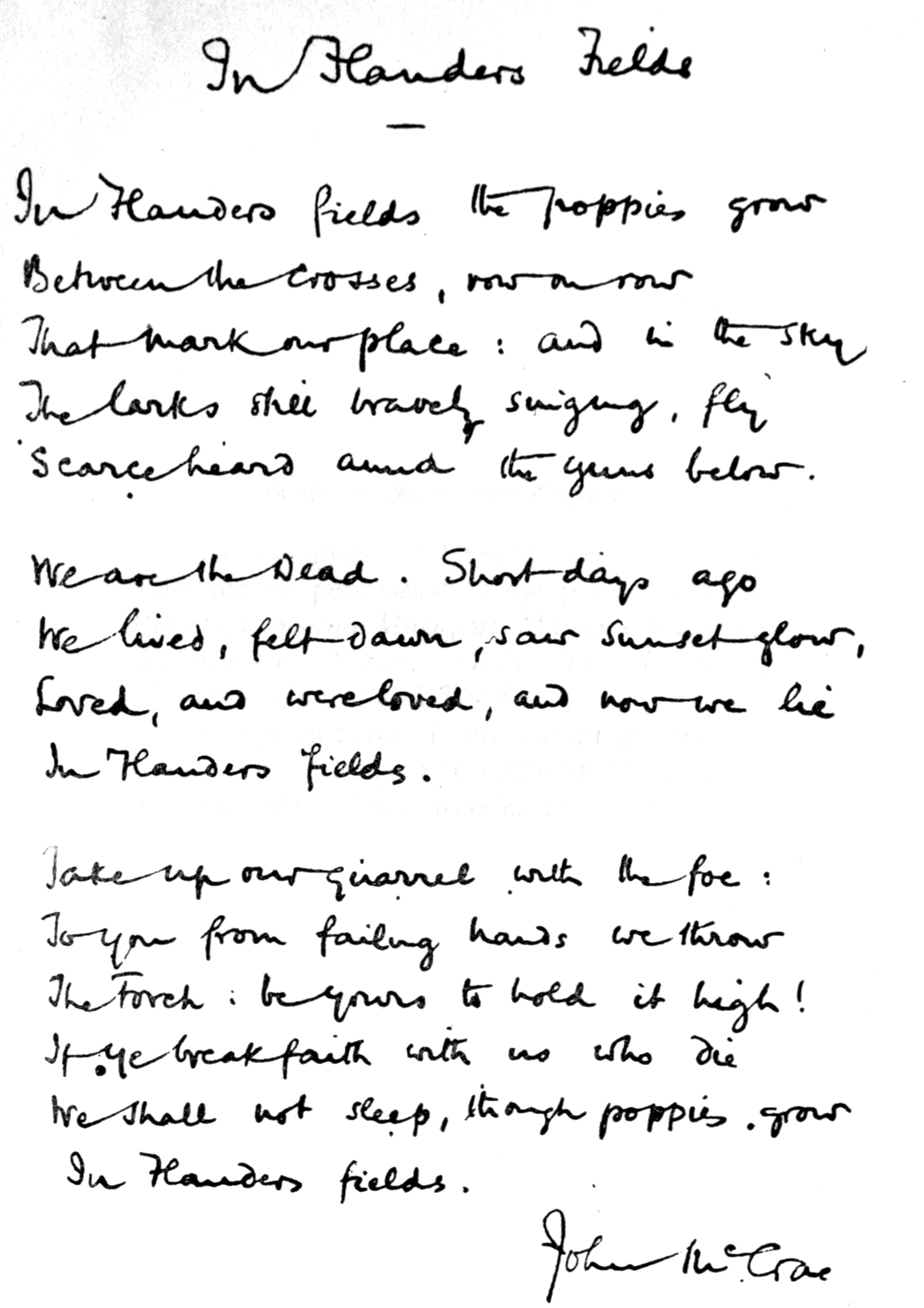
Автограф вірша зі збірки In Flanders Fields and Other Poems. На відміну від надрукованого у тій же книжці тексту, у рукописі Мак-Крея перший рядок закінчується словом grow (рости)

У першому розділі збірки творів Мак-Крея 1919 року видання «In Flanders Fields and Other Poems» вірш подано у такій редакції:
| In Flanders fields the poppies blow Between the crosses, row on row, That mark our place; and in the sky The larks, still bravely singing, fly Scarce heard amid the guns below. We are the Dead. Short days ago We lived, felt dawn, saw sunset glow, Loved and were loved, and now we lie In Flanders fields. Take up our quarrel with the foe: To you from failing hands we throw The torch; be yours to hold it high. If ye break faith with us who die We shall not sleep, though poppies grow In Flanders fields. |
Переклад Оксани Самари, переможця конкурсу 2015 року на кращий переклад вірша «У полях Фландрії» українською.
| В полях фламандських квітне мак Поміж хрестів — скорботний знак По нас; а жайвір серед хмар Нам шле свій спів — останній дар, Ледь чутний тут крізь грім атак. Бо ми, полеглі в цих полях, Ми, що кохали, нині — прах, Жили — і приняли удар В полях фламандських. Ідіть у бій, забувши страх, Нам світоч випав з рук, відтак — Вам підіймати цей тягар! Якщо загасне віри жар — Наш сон розвієтся, як мак, В полях фламандських... |
Як і у ранніх віршах, тут простежується зацікавленість Мак-Крея темою смерті та тим, як вона виступає переходом між боротьбою життя і спокоєм, який настане. «У полях Фландрії» написано від імені загиблих. Вірш розповідає про їх жертви та закликає живих продовжити боротьбу. Як і багато інших найпопулярніших творів часів Першої світової війни, його написано на початку конфлікту — перш, ніж романтика війни обернулася гіркотою і розчаруванням як для солдатів, так і для цивільних.
2012 року переклад вірша українською під назвою «У полі Фландрії» здійснила Наталія Безсонова.
У квітні 2015 року Український інститут національної пам'яті та Посольство Канади в Україні оголосили присвячений Дню пам'яті та примирення конкурс на кращий переклад цього вірша. У конкурсі взяли участь 58 учасників, які надали 64 варіанти перекладу вірша. Переможцем конкурсу стала Оксана Самара.
Один із варіантів перекладу на українську мову був покладений на музику John Jacobson і виконаний Володимиром Дейнеко "На полях Фландрії" у 2023 році.

## Публікація

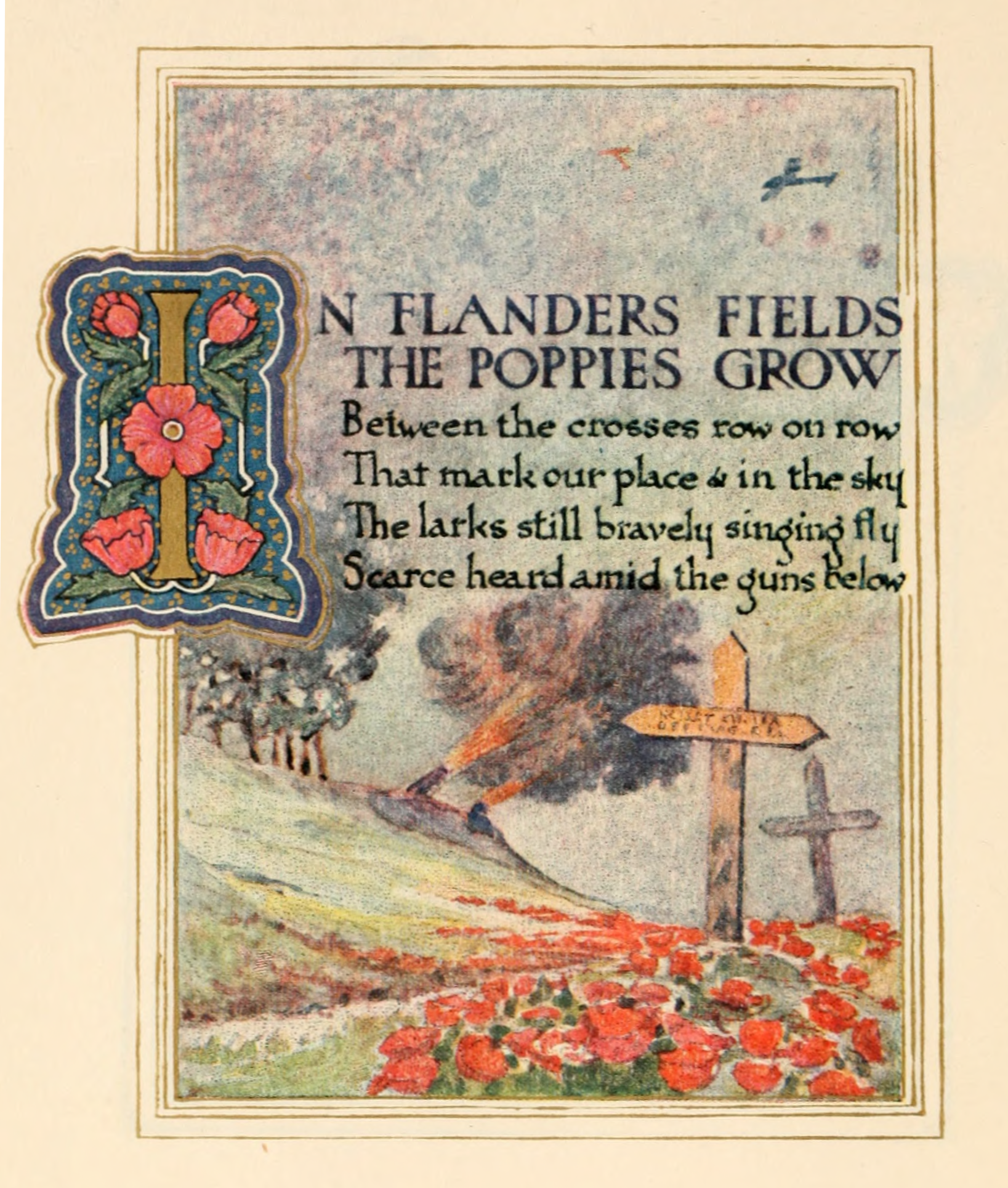
Ілюстрація Ернеста Клегга. Зауважте, перший рядок закінчується на «grow» (рости)

Сіріл Алінсон був сержант-майором у підрозділі Мак-Крея. Розносячи пошту, він помітив, як Мак-Крей працював над віршем, звернув увагу, що той періодично поглядав на могилу Алекса Гелмера. Отримавши блокнот, Алінсон прочитав вірш і був настільки зворушений, що відразу запам'ятав його. Алінсон охарактеризував вірш як «майже точний опис сцени, яка була перед нами». Відповідно легенді, Мак-Крей був незадоволений своїм твором, він сказав, що зім'яв та викинув аркуш. Рукопис відновив товариш з його підрозділу, це був Едвард Моррісон чи J. M. Elder або сам Алінсон. Мак-Крея переконали надіслати вірш для публікації.
Інша версія стверджує, що похорон Гелмера відбувся вранці 2 травня, після чого протягом двадцяти хвилин Мак-Крей написав вірш. Третя версія, Едварда Моррісона, описує роботу Джона над твором у перервах між прибуттям поранених солдатів, які потребували його медичної допомоги. Незалежно від того, як насправді було написано вірш, Мак-Крей працював над ним протягом кількох місяців, перш ніж визнав його готовим для публікації. Він надіслав вірш до журналу The Spectator у Лондон, але отримав відмову. Тоді він надіслав його у Панч, де вірш і було надруковано 8 грудня 1915 року. Спочатку публікація була анонімною, але в кінці року ім'я автора було внесено у покажчик.
Слово, яким закінчується перший рядок вірша, спірне. Згідно Алінсону, у первісному вигляді вірш починався рядком англ. «In Flanders Fields the poppies grow» (укр. «У полях Фландрії, де маки ростуть»). Однак, оскільки Мак-Крей закінчив передостанній рядок словом grow (укр. рости), журнал «Панч» отримав дозвіл на заміну слова у першому рядку на англ. blow (укр. цвісти). Сам Мак-Крей використовував одне з цих двох слів, коли робив рукописні копії для друзів і сім'ї. Питання про те, як має закінчуватися перший рядок, стоїть із часу публікації. 2001 року Королівський канадський монетний двір випустив десятидоларову банкноту, у дизайні якої було використано першу строфу вірша «У полях Фландрії» з першим рядком, що закінчувався на «blow». Після цього монетний двір засипали запитами і скаргами ті, хто вважали, що перший рядок має закінчуватися на «grow».

## Популярність

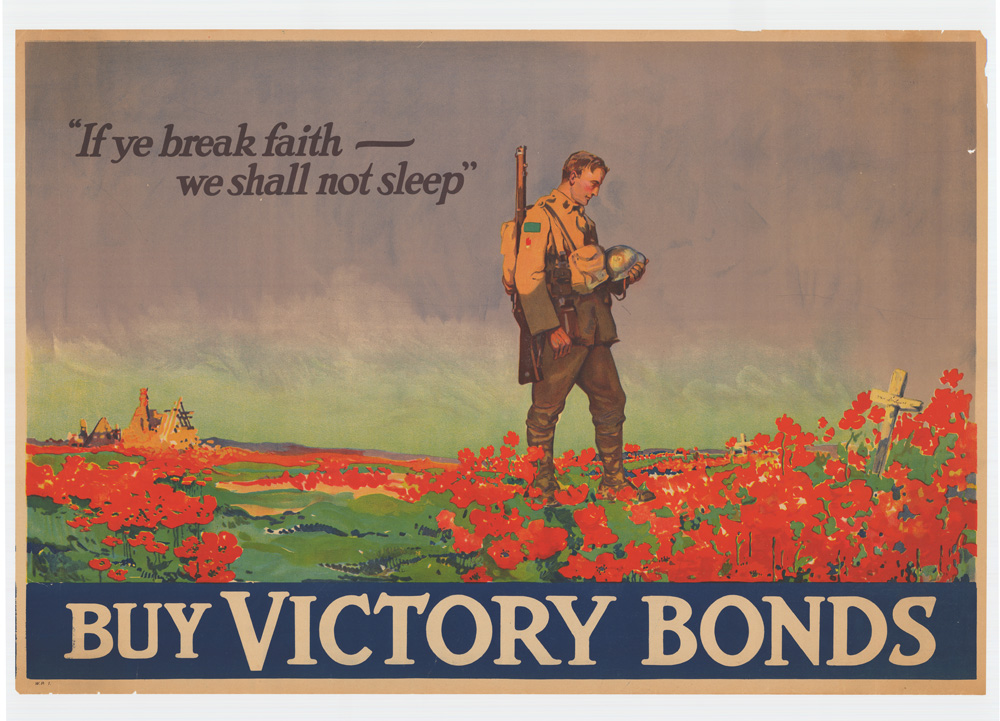
Тема з вірша, використана у пропаганді — реклама канадських військових облігацій

За свідченням історика Пола Фассела, «У полях Фландрії» був найпопулярнішим віршем свого часу. Мак-Крей отримував велику кількість листів і телеграм з прославляннями його твору, коли стало відомо, що він його автор. Вірш було перевидано по всьому світі й він швидко став уособленням жертви загиблих у Першій світовій війні солдатів. Його було перекладено багатьма мовами, настільки багатьма, що сам Мак-Крей жартував «напевне, не вистачає лише китайської». Вірш звертався практично до кожного. Ствердженням боргу перед загиблими він давав наснагу солдатам, тоді як людям в тилу він показував справу, за яку воюють їхні брати та сини.
Вірш часто використовувався у пропаганді, зокрема, Юніоністською партією у Канаді під час виборів 1917 року в умовах кризи військового призову. Франко-канадці Квебеку були категорично проти можливості призову, тоді як англо-канадці переважною більшістю голосів підтримали прем'єр-міністра Роберта Бордена та юніоністський уряд. Казали, вірш «У полях Фландрії» дав більше для того, щоб «зробити цей домініон наполегливим у виконанні обов'язку боротьби за встановлення миру у світі, ніж всі політичні промови за минулу кампанію» Мак-Крей, вірний прихильник імперії та військових зусиль, був задоволений ефектом, який справив його вірш на виборах. Він писав у листі: «Сподіваюся, я завдав удару [франко] канадцям своїм голосом».
Вірш «У полях Фландрії» був популярним інструментом мотивації у Великій Британії, де він використовувався для заохочення солдатів до боротьби проти Німеччини та у Сполучених Штатах Америки, де його було перевидано по всій країні. Він був одним з найцитованіших творів під час війни, використовувався як частина кампанії по продажу військових облігацій, під час призову та для критики пацифістів і тих, хто шукав зиску від війни. Американський композитор Чарлз Айвз використав вірш для створення однойменної пісні, яка вперше прозвучала 1917 року. Пол Фассел критикував поему у своїй роботі «Велика війна та сучасна пам'ять» (англ. The Great War and Modern Memory, 1975). Він звертав увагу на відмінність між пасторальним тоном перших дев'яти рядків та «риторикою призовного плакату» третьої строфи. Описуючи вірш як «порочний» та «дурний», Фассел називав останні рядки «пропагандою проти мирних переговорів».